# Йордан Велчев
Йордан Николов Велчев е български поет, писател и историк.

## Биография
Йордан Велчев е роден на 3 април 1949 година в Пловдив. През 1967 година завършва Гимназията „П. К. Яворов“, а през 1974 година - история във Великотърновския университет „Кирил и Методий“. От 1978 година работи в Окръжния държавен архив в Пловдив. През следващите години издава книгите с поезия „Римски стадион“ (1979) и „Нощна азбука“ (1984), есето „Старият Пловдив“ (1983) и историко-есеистичната книга за ранни възрожденци „Анонимни жития“ (1987), за която получава наградата „Светлоструй“.
През 1992-1994 година е главен художествен ръководител на пловдивския регионален център на Българската национална телевизия, а през 1994-1996 година е редактор на списание „Военноисторически сборник“. През 1997 година издава книгата с поезия в проза и есета „Милиони малки убийства“ (1997), а през 1999 година поетичната „Сияе“, която получава наградата на Сдружението на българските писатели за книга на годината.

## Награди
- 2005 г. – „Христо Г. Данов“[10]
- 2014 г. – „Пловдив“
- 2015 г. – „Христо Г. Данов“[11]
- 2024 г. – „Орфеев венец“[12][13]